# Чернявский, Фёдор Логвинович
Чернявский Фёдор Логвинович (23 сентября 1918 года, пос. Зуевка, ныне Донецкой области — 2 мая 1996 года, Москва) — советский военачальник, генерал-полковник (1981).

## Биография
Украинец. Служил в Красной армии с августа 1936 года. Был призван Харцизским районным военкоматом Сталинской области Украинской ССР. Окончил 1-е Ленинградское артиллерийское училище в 1938 году. С октября 1938 года командовал взводом курсантов Смоленского артиллерийского училища. После начала Великой Отечественной войны в июле 1941 года старший лейтенант Чернявский назначен командиром батареи 838-го гаубичного артиллерийского полка 291-й стрелковой дивизии.
В августе 1941 года во главе батареи прибыл на Ленинградский фронт, где воевал почти год, участник битвы за Ленинград. Отличился в Ленинградской оборонительной операции в сентябре 1941 года: его батарея неоднократно получала приказ на прикрытие отхода советских войск и он не только выполнял приказ, но и каждый раз выводил свою обречённую батарею к своим. Во время блокады Ленинграда успешно вёл контрбатарейную борьбу с немецкой и финской артиллерией. В сентябре 1942 года был отозван с фронта и направлен на учёбу. Окончил Артиллерийскую академию имени Ф. Э. Дзержинского в 1944 году. В декабре 1944 года вновь прибыл в действующую армию и воевал заместителем командира по строевой части 293-го гаубичного артиллерийского полка 9-й гаубичной артиллерийской бригады 5-й артиллерийской дивизии прорыва РГК 4-го артиллерийского корпуса прорыва РГК на 1-м Белорусском фронте до Победы. Был дважды ранен.
В 1945 году отличился в боях при удержании и расширении Кюстринского плацдарма (7-14 февраля), когда ему была поставлена задача поддерживать огнём артиллерии действия 383-й стрелковой дивизии. За эти дни не только вызывал и корректировал огонь по атакующим немецким войскам но и несколько раз вступал в рукопашные схватки при прорыве врага к наблюдательным пунктам. Во время Восточно-Померанской операции с 9 по 18 марта участвовал в штурме города-крепости Альтдамм, поддерживала наступавшие части 60-й стрелковой дивизии. Когда очередное мощное бетонное укрепление надолго задержало продвижение войск, предложил и осуществил дерзкий план: в темноте два крупнокалиберных орудия были бесшумно выведены на руках на прямую наводку, Чернявский сам установил их в разведанных им точках. По сигналу атаки при свете осветительных ракет они открыли огонь в упор и расстреляли немецкую позицию, частично разрушив укрепление и завалив амбразуры в его уцелевшей части. В этом бою был ранен в ногу.
Окончил войну в звании майора.
После Победы продолжал военную службу. С января 1946 года — начальник штаба миномётного полка. С мая 1947 года служил в штабе артиллерии Группы советских оккупационных войск в Германии: помощник начальника отдела, а с июля 1949 года — старший офицер отдела штаба. С декабря 1949 года служил старшим офицером отдела по полигонам и по корпусной артиллерии штаба артиллерии Прибалтийского военного округа. С сентября 1952 года — командир артиллерийского полка. С декабря 1954 года — командир пушечно-артиллерийской бригады.
Окончил Военную академию Генерального штаба Вооружённых Сил СССР в 1959 году. С октября 1959 года командовал артиллерией 18-го гвардейского армейского корпуса.
В августе 1960 года был переведён в только что созданные Ракетные войска стратегического назначения и 27 августа 1960 года назначен первым командиром формирующейся 31-й ракетной дивизии (г. Пинск, с 1961 — г. Пружаны, Брестская область). С сентября 1962 года служил в Управлении ракетных войск Главного оперативного управления Генерального штаба Вооружённых сил СССР: начальник направления ракет средней дальности, с апреля 1963 заместитель начальника, а с июля 1968 начальник Управления ракетных войск. В этот период службы оказывал большое влияние на становление и развитие РВСН как основы стратегических ядерных сил СССР, на достижение стратегического паритета между СССР и США.
В июне 1984 назначен военным консультантом Военной академии имени Ф. Э. Дзержинского. Уволен с военной службы в запас в августе 1987 года.
Член КПСС с 1942 года.
Похоронен на Кузьминском кладбище Москвы.

## Награды
- орден Октябрьской Революции (1974)
- орден Красного Знамени (1956)
- два ордена Отечественной войны 1-й степени (3.05.1945, 11.03.1985)
- орден Трудового Красного Знамени (1979)
- три ордена Красной Звезды (5.06.1942, 1951, 1966)
- орден «За службу Родине в Вооружённых Силах СССР» 3-й степени (1984)
- медаль «За оборону Ленинграда»
- медаль «За освобождение Варшавы»
- медаль «За взятие Берлина»
- другие медали